# Arasöğüt, Yalıhüyük
Arasöğüt là một xã thuộc huyện Yalıhüyük, tỉnh Konya, Thổ Nhĩ Kỳ. Dân số thời điểm năm 2011 là 140 người.